# David Kuagica
Kuagica Sebastião Bondo David, meglio noto come David Kuagica (Luanda, 10 agosto 1990), è un ex calciatore angolano con cittadinanza portoghese, di ruolo difensore.

## Carriera

### Club
Ad inizio carriera ha giocato in patria in prima divisione con Recreativo do Libolo ed Aviação, per poi andare a giocare nella prima divisione indonesiana al Minangkabau. Nella stagione 2011-2012 ha giocato 24 partite nella terza divisione inglese con il Rochdale, per poi tornare a giocare nella prima divisione angolana, che nel 2015 ha vinto con il Recreativo do Libolo. Durante queste stagioni ha inoltre giocato anche 4 partite in CAF Champions League e 6 partite in Coppa della Confederazione CAF. Tra il 2018 ed il 2020 ha nuovamente giocato in Europa: prima ha disputato 9 partite nella prima divisione lituana con lo Stumbras, poi ha segnato 2 reti in 29 presenze nella prima divisione cipriota con l'Ermīs Aradippou ed infine ha giocato nelle serie minori inglesi con Barnstaple Town (ottava divisione) e Dulwich Hamlet (sesta divisione).

### Nazionale
Tra il 2014 ed il 2016 ha giocato complessivamente 8 partite con la nazionale angolana.

## Statistiche

### Cronologia presenze e reti in nazionale
| Cronologia completa delle presenze e delle reti in nazionale ― Angola | Cronologia completa delle presenze e delle reti in nazionale ― Angola | Cronologia completa delle presenze e delle reti in nazionale ― Angola | Cronologia completa delle presenze e delle reti in nazionale ― Angola | Cronologia completa delle presenze e delle reti in nazionale ― Angola | Cronologia completa delle presenze e delle reti in nazionale ― Angola | Cronologia completa delle presenze e delle reti in nazionale ― Angola | Cronologia completa delle presenze e delle reti in nazionale ― Angola |
| Data                                                                  | Città                                                                 | In casa                                                               | Risultato                                                             | Ospiti                                                                | Competizione                                                          | Reti                                                                  | Note                                                                  |
| --------------------------------------------------------------------- | --------------------------------------------------------------------- | --------------------------------------------------------------------- | --------------------------------------------------------------------- | --------------------------------------------------------------------- | --------------------------------------------------------------------- | --------------------------------------------------------------------- | --------------------------------------------------------------------- |
| 13-8-2014                                                             | Luanda                                                                | Angola                                                                | 0 – 0                                                                 | Botswana                                                              | Amichevole                                                            | -                                                                     |                                                                       |
| 16-6-2015                                                             | Città del Capo                                                        | Sudafrica                                                             | 2 – 1                                                                 | Angola                                                                | Amichevole                                                            | -                                                                     |                                                                       |
| 21-6-2015                                                             | Lobamba                                                               | eSwatini                                                              | 2 – 2                                                                 | Angola                                                                | Qual. Campionato delle Nazioni Africane 2016                          | -                                                                     |                                                                       |
| 4-7-2015                                                              | Luanda                                                                | Angola                                                                | 2 – 0                                                                 | eSwatini                                                              | Qual. Campionato delle Nazioni Africane 2016                          | -                                                                     |                                                                       |
| 24-10-2015                                                            | Luanda                                                                | Angola                                                                | 1 – 2                                                                 | Sudafrica                                                             | Qual. Campionato delle Nazioni Africane 2016                          | -                                                                     | 87’                                                                   |
| 6-11-2015                                                             | Luanda                                                                | Angola                                                                | 1 – 0                                                                 | Namibia                                                               | Amichevole                                                            | -                                                                     |                                                                       |
| 7-11-2015                                                             | Luanda                                                                | Angola                                                                | 1 – 0                                                                 | RD del Congo                                                          | Amichevole                                                            | -                                                                     | 65’                                                                   |
| 3-9-2016                                                              | Luanda                                                                | Angola                                                                | 1 – 1                                                                 | Madagascar                                                            | Qual. Coppa d'Africa 2017                                             | -                                                                     |                                                                       |
| Totale                                                                |                                                                       | Presenze                                                              | 8                                                                     |                                                                       | Reti                                                                  | 0                                                                     |                                                                       |

## Palmarès

### Club

#### Competizioni nazionali
- Girabola: 1

Recreativo do Libolo: 2015